# Décès en juin 1995
Décès
- 1991
- 1992
- 1993
- 1994
- 1995
- 1996
- 1997
- 1998
- 1999

Pour une information complémentaire, voir la page d'aide.

| Date    | Nom                                    | Activités                                                        | Âge | Source |
| ------- | -------------------------------------- | ---------------------------------------------------------------- | --- | ------ |
| 2 juin  | Sione Latukefu                         | historien tongien                                                | 68  |        |
| 10 juin | Bruno Lawrence                         | Acteur néo-zélandais.                                            | 54  |        |
| 14 juin | « El Estudiante » (Luis Gómez Calleja) | matador espagnol                                                 | 84  |        |
| 14 juin | Roger Zelazny                          | romancier américain, auteur de fantastique et de science-fiction | 58  |        |
| 14 juin | Jos Hoevenaars                         | coureur cycliste belge                                           | 62  |        |
| 14 juin | Rory Gallagher                         | guitariste et chanteur de blues                                  | 47  |        |
| 20 juin | Gianni Ghidini                         | coureur cycliste italien                                         | 65  |        |
| 20 juin | Emil Cioran                            | philosophe et écrivain roumain                                   | 84  |        |
| 22 juin | Yves Congar                            | cardinal, dominicain et théologien français                      | 91  |        |
| 23 juin | Francesco Camusso                      | coureur cycliste italien                                         | 87  |        |
| 29 juin | Lana Turner                            | Actrice américaine.                                              | 74  |        |
| 30 juin | Roger Chapelet                         | peintre de marine et affichiste français                         | 91  |        |
| 30 juin | Gale Gordon                            | Acteur américain.                                                | 89  |        |